# Flagge Tongas
Die Flagge Tongas wurde offiziell am 4. November 1875 bestätigt.

## Darstellung
Die Flagge Tongas ist 16 Einheiten hoch und 32 Einheiten lang. Das Seitenverhältnis der Flagge ist demnach 1:2. Das weiße Feld oben am Flaggstock ist 8 Einheiten hoch und 14 Einheiten lang. Genau mittig darin ist das rote Kreuz positioniert, das aus fünf Quadraten mit jeweils zwei Einheiten Kantenlänge besteht.
Zum Vergleich ist die aus der Umkehrung des Schweizer Kreuzes entstandene Flagge des Roten Kreuzes abgebildet, wo die Balken des Kreuzes nicht genau quadratisch sind, sondern entsprechend dem Schweizer Kreuz im Verhältnis von 7:6 verlängert.

Proportionen der Nationalflagge
Zum Vergleich: Rotkreuzflagge

## Geschichte
Die Nationalflagge war ursprünglich weiß mit einem roten Kreuz in der Mitte. Da sie dadurch fast identisch mit der Flagge des Roten Kreuzes war, versetzte man das Kreuz 1866 in ein Obereck eines roten Tuches, nach Vorbild der britischen Red Ensign. Vorangegangen war ein Aufruf des Königs George Tupou I. im Jahre 1862 vor dem ersten Parlament Tongas. Nach längerer Diskussion brachte er seinen eigenen Vorschlag zum Ausdruck:

„Es ist mein Wunsch, daß unsere Flagge das Kreuz Jesu enthalte, weil uns Jesus durch seinen Opfertod am Kreuz auf Golgota gerettet hat. Jeder Tongaer soll sich an das Kreuz erinnern und die Flagge soll von roter Farbe sein, sie soll das Blut repräsentieren, das am Kreuz für unsere Rettung vergossen wurde.“

Die Verfassung von 1875 legte schließlich fest:

„Die Flagge von Tonga, die Flagge des König Georg, darf niemals geändert werden.“

## Weitere Flaggen Tongas
Am 13. September 1985 führte Tonga eine Seekriegsflagge ein.
Die drei Sterne in der Königsstandarte stehen für die in Tonga vereinigten Hauptinselgruppen. Die Königskrone Tongas symbolisiert das Königtum, die Taube steht für Frieden und die drei gekreuzten Schwerter für die drei Dynastien Tongas.

Seekriegsflagge
Königsstandarte